# Clase Novara
La Clase Novara, conocida como Rapidkreuzer o clase Helgoland (literalmente crucero rápido, fue una clase de crucero ligero activo en la Armada austrohúngara (k.u.k. Kriegsmarine) durante la Primera Guerra Mundial. Estos buques fueron diseñados mejorando el diseño del SMS Admiral Spaun, que había sido puesto en grada en 1908.
Tres buques de la clase fueron puestos en servicio:
| Buque         | Constructor    | Botado                  | Completado           |
| ------------- | -------------- | ----------------------- | -------------------- |
| SMS Saida     | CNT, Trieste   | 26 de octubre de 1912   | 1 de agosto de 1914  |
| SMS Helgoland | Danubio, Fiume | 23 de noviembre de 1912 | 29 de agosto de 1914 |
| SMS Novara    | Danubio, Fiume | 15 de febrero de 1913   | 10 de enero de 1915  |

## Diseño
El armamento principal de los buques de la clase, estaba compuesto por nueve piezas de 100 mm y seis tubos lanzatorpedos, una mejora sobre el Admiral Spaun y sus dos cañones de 100 mm. El ligero blindaje del buque, le permitía alcanzar una velocidad de 27 nudos. El punto débil de los cruceros de la clase Novara, era su relativamente ligero armamento, se consideraron cañones de 120 o 150 mm, que no fueron añadidos, debido a la situación de guerra.
Otros tres buques con cañones de 120 mm y con una velocidad punta de 30 nudos, fueron proyectados como reemplazo de la clase Zenta, pero nunca pasaron de la fase de planificación.

## Historial de servicio
Junto a los torpederos de la clase Tatra, eran los mejores buques  para la guerra naval en el Adriático que poseía la armada austrohúngara. Realizaron numerosos ataques rápidos sobre puertos italianos, la acción más espectacular, fue el ataque sobre la Barrera de Otranto del 15 de mayo de 1917; los tres cruceros, junto a dos destructores y tres U-boote alemanes hundieron 14 de las barcazas que la componían. 
Tras la contienda, los tres buques, fueron entregados a la potencias vencedoras: Francia incorporó a su flota el Novara con el nombre de Thionville, hasta que fue desguazado en 1942. Italia tomó los Helgoland y Saida, renombrándolos  Brindisi y Venezia respectivamente, siendo ambos desguazados en 1937.